# Aftermath (2014)
Aftermath ist ein US-amerikanischer Pornospielfilm des Regisseurs Brad Armstrong mit Jessica Drake und Tyler Nixon in den Hauptrollen. Produktionsstudio war Wicked Pictures.

## Inhalt
Tyler Nixon spielt einen jungen Mann, der 18 Jahre alt wird und sich mit der Liebe und dem Geist seines Vaters beschäftigt. Eine Serie von Briefen seines Vaters an eine mysteriöse Frau führt ihn zu Abenteuern, die sein Leben für immer verändern werden. Er trifft die Liebhaberin seines Vaters und entdeckt Dinge, der er nie über seinen Vater wusste, und findet sich auf diesem Weg selbst.
- Szene 1: Brandi Love, Ryan Driller
- Szene 2: Chloe Amour, Tyler Nixon
- Szene 3: Bonnie Rotten, Xander Corvus
- Szene 4: Jessica Drake, Ryan Driller
- Szene 5: Jessica Drake, Tyler Nixon
- Szene 6: Jessica Drake, Tyler Nixon
- Szene 7: Asa Akira, Aubrey Addams, Jessica Drake, Kaylani Lei, Sarah Jessie, Vicki Chase, Brad Armstrong, Eric Masterson, Erik Everhard, Mr. Pete, Ryan McLane, Tyler Nixon
- Szene 8: Jessica Drake, Tyler Nixon

## Hintergrund
Der Film wurde am 3. September 2014 auf DVD in der Reihe Wicked Pictures Blockbuster veröffentlicht. Die Doppel-DVD enthält mehrere Bonusszenen sowie einige gestrichene Handlungsszenen und Interviews mit den beiden Hauptdarstellern Tyler Nixon und Jessica Drake.

## Rezeption

### Kritiken
Der Film erhielt generell gute Kritiken von der Fachpresse. Auf AdultDVDTalk wurde er sogar mit Mainstream-Filmen verglichen. Auf AVN wurde die Story gelobt und er erhielt ein 5A-Rating, die Höchstnote des Magazins.

### Auszeichnungen
Bei den AVN Awards 2015 wurde der Film in drei Kategorien ausgezeichnet:
- AVN Awards 2015 – Best Drama
- AVN Awards 2015 – Best Screenplay, Brad Armstrong
- AVN Awards 2015 – Best Director: Feature, Brad Armstrong

Der Film war zudem in den folgenden Kategorien nominiert:
- Best Actor für Tyler Nixon
- Best Actress für Jessica Drake
- Best Group Sex Szene (Asa Akira, Aubrey Addams, Brad Armstrong, Erik Everhard, Eric Masterson, Jessica Drake, Kaylani Lei, Mr. Pete, Ryan McLane, Sarah Jessie, Tyler Nixon, Vicki Chase)
- Best Boy/Girl Sex Szene, Jessica Drake, Tyler Nixon
- Best Editing
- Best Special Effects
- Best Marketing Campaign – Individual Project

Bei den XBiz Awards 2015 war er in folgenden Kategorien nominiert gewann jedoch keinen Preis:
- Best Scene - Feature Movie, Jessica Drake, Tyler Nixon
- Best Supporting Actress, Brandi Love
- Director of the Year - Feature Release, Brad Armstrong
- Best Actor - Feature Movie, Tyler Nixon
- Best Art Direction
- Best Cinematography
- Best Actress - Feature Movie, Jessica Drake
- Best Editing
- Screenplay of the Year
- Best Supporting Actor, Ryan Driller
- Best Music
- Feature Movie of the Year

Ebenfalls nominiert, ohne ausgezeichnet zu werden, war er bei den XRCO Awards 2015:
- Best Epic
- Best Actress: Jessica Drake
- Best Actor: Tyler Nixon